# K

手寫體

K, k 是拉丁字母中的第11个字母。它来源于希腊字母的Κ或κ (Kappa)，而希腊语的这个字母又来源于闪族语字母Kap，表示一支张开的手。
虽然拉丁语转用字母C而完全抛弃字母K，但闪族语字母的音值/k/在很多古典语言和现代语言中得到保留。因此，罗曼语族的字母K只用来拼写外来语。

## 歷史
| d |

| d |

字母K是從希臘字母Κ（kappa）而來，源自閃米特字母的kap，是「一隻張開的手」的符號.反過來說，這很可能是住在埃及的閃米族人，從埃及象形文字「手」（即字母D）改編而來。閃米族人賦與這個字母一個新的音值/k/，因為在它們的語言中，這個音是「手」這個字的開頭。
在早期的拉丁銘文中，字母C、K和Q都可以表示/k/或/g/的音（在書寫上尚未分化）。其中，Q比較常用於圓唇元音，K則是放在/a/之前，而C則用於其他地方。稍晚，C和它的變體G，替代了大多數K和Q的用途。K只留存在像「Kalendae」（拉丁語的calends，指羅馬曆中每個月的首日）這種少數僵固的形式中。

## 字符编码
| 字符编码 | ASCII | Unicode | EBCDIC | 摩斯电码 |
| -------- | ----- | ------- | ------ | -------- |
| 大写 K   | 75    | 004B    | 210    | -·-      |
| 小写 k   | 107   | 006B    | 146    | -·-      |

## 其他表示法
| 北约音标字母 | 摩尔斯电码 |
| Kilo         | –·–        |

|            |      |              |              | ⠅    |
| 國際信號旗 | 旗語 | 美国手语字母 | 英国手语字母 | 盲文 |

## 参看
- ĸ（Kra）
- （希腊字母 Kappa）
- （西里尔字母 Ka）